# Tim Huelskamp
Timothy Alan "Tim" Huelskamp, född 11 november 1968 i Fowler, Kansas, är en amerikansk republikansk politiker. Han representerade delstaten Kansas första distrikt i USA:s representanthus 2011–2017.
Huelskamp utexaminerades 1991 från College of Santa Fe och avlade 1995 sin doktorsexamen vid American University i Washington, D.C. Kongressledamot Jerry Moran kandiderade i mellanårsvalet i USA 2010 till USA:s senat och vann. Huelskamp efterträdde 2011 Moran i representanthuset.